# ببر قزويني
الببر القزويني أو الببر الفارسي (الاسم العلمي: Panthera tigris altaica) كان أقصى جمهرات الببر السيبيري انتشارا نحو الغرب، فقد كان ينتشر في إيران، العراق، أفغانستان، تركيا، منغوليا، كازاخستان، القوقاز، طاجكستان، تركستان وأوزبكستان إلى أن انقرض في أواخر الخمسينات من القرن العشرين كما يظهر، إلا أن هناك البعض من المشاهدات العينية التي تفيد بأن هذا الحيوان لا يزال يعيش في بعض المناطق النائية. ومن الأسماء الأخرى لهذه الحيوانات «النمر المتنقل» الذي كان يعرفها به شعوب القزاق بسبب عاداتها في تتبع قطعان طرئدها المهاجرة.
أظهرت دراسات سابقة أجريت على بقايا ببور قزوينيّة، أن هذه السلالة (كما كانت تعتبر حينئذ) ذات تاريخ مشترك مع السلالة السيبيريّة (الببر السيبيري) أي أنها وبتعبير أخر تشاركها النسب، حيث يظهر أن الببور القزوينية استوطنت آسيا الوسطى منذ حوالي 10,000 سنة ومن ثم أخذت بالتحرك شرقا إلى آسيا الشمالية حيث تطوّرت إلى السلالة السيبيرية. ومنذ ذلك الحين أخذت الببور القزوينية تتناقص شيئاً فشيئاً في العديد من الدول، فقتل آخر ببر قزويني في العراق قرب الموصل سنة 1887 وتبعه سنة 1899 الببر القزويني الأخير في الصين قرب مصب نهر لوب نور في إقليم إكسينجينغ. وبحلول العشرينات من القرن العشرين كان الببر القزويني قد اختفى كلياً من منطقة مصب نهر تاريم في الصين، وفي سنة 1922 قتل آخر ببر في القوقاز قرب تبليسي في جورجيا بعد أن إصطاد إحدى المواشي المستأنسة، ويعود أخر تقرير عن مشاهدة عينيّة للببر القزويني قرب بحيرة بالكاش في الصين إلى سنة 1948.
قامت الحكومة الروسية خلال أوائل القرن العشرين وعند قيامها بمشروع لاستصلاح الأراضي ببذل مجهود كبير للقضاء على الببور القزوينية حيث اعتبرت أن وجودها يعتبر معرقلاً لتنفيذ المشروع وهكذا أصدرت أوامرها للجيش الروسي بقتل جميع الببور التي تقطن المنطقة المحيطة ببحر قزوين، وقد نفذ هذا الأمر بنجاح. وما أن اكتملت إبادة الببور حتى انتقل المزارعين إلى المنطقة وقاموا بإزالة الغابات وزرع المحاصيل الزراعية بدلا منها مثل الأرز والقطن، وقد أدى هذا الاستصلاح بالإضافة إلى عمليات التحطيب والصيد إلى تراجع الببور القزوينية من الأراضي المنخفضة الخصبة إلى غابات الهضاب ومن ثم إلى الأراضي السبخة وبعض أحواض الأنهار الكبيرة وإلى الجبال أخيراً إلى أن أعتبرت منقرضة بشكل مؤكد تقريباً. وكانت منطقة تيغروفايا بالكا هي الموقع الأخير في الإتحاد السوفياتي السابق التي تواجد فيها الببر القزويني وقد استمرت التقارير حول المشاهدات العينية لهذا الحيوان في تلك المنطقة بالورود حتى منتصف الخمسينات، إلا أن مصداقيتها مشكوك بأمرها.
وتفيد بعض التقارير أن آخر ببر قزويني في إيران قتل في شمال البلاد أو في منتزه غولستان القومي خلال سنة 1959 وكان هذا يعتبر آخر الببور القزوينية الأصيلة من المنطقة، إلا أن بعض التقارير الأخرى تفيد أن أخر الببور القزوينية قتل في الصين قرب حوض نهر ماناس في جبال تيان تشان خلال الستينيات من القرن العشرين. وقد وردت إفادة عن إحدى المشاهدات العينية الغير مؤكدة من منطقة نوكوس حيث الفروع السفلى لنهر آمو داريا قرب بحر آرال سنة 1968، ووردت تقارير أخرى عن اختفاء هذه الحيوانات كلياً من منطقة الحدود التركمانية الأوزبكستانية الأفغانية خلال أوائل السبعينيات، كما زُعم أنه تم توثيق عملية صيد لإحدى هذه الببور في تركيا سنة 1970، حتى أن أحد التقارير تفيد أن آخر ببر قزويني قتل في شمالي أفغانستان سنة 1998.
يعتبر القول بأن الببر القزويني انقرض خلال أواخر الخمسينات من القرن العشرين هو القول الأقرب إلى الصحة، إلا أنه ليس هناك من أدلة لتدعمه، ويبدو بأن هذا الإدعاء أعتبر صحيحاً بعدما قال به المؤلف ه. زيي في كتابه المرشد لثدييات إيران. إلا أن مؤلفاً أخر هو إ. فيروز يظهر في كتابه دليل لحيوانات إيران، 1999 أن الببر القزويني انقرض في فترة سابقة عن تلك التي قال بها المؤلف الأول حيث يقول بأن أخر تلك الحيوانات قتل في محافظة مازاندران الشرقية في شمالي إيران سنة 1947 قرب إحدى القرى. وخلاصة الأمر أنه يمكن القول: بأن تاريخ انقراض هذه الببور غير مؤكد ولا يعرفه أحد على وجه الدقة.

## المشاهدات العينية والشكوك المحيطة بانقراض الجمهرة
تم أخذ المعلومات الواردة أدناه من تقرير مكون من 29 صفحة للمجلس الأوروبي بشأن« تصنيف، صيانة، والحفاظ على الضواري الكبرى في تركيا، ستراسبورغ - فرنسا - 2004».
«كان القرويون الأتراك يعلمون بوجود الببر القزويني في البلاد في مستهل القرن العشرين (الجريدة الرسمية التركية، 1937)، إلا أنه وبعد الإعلان عن انقراض السلالة في الخمسينات لم يصدق علماء الحيوان حول العالم بأن موطن هذه الحيوانات لا يزال يشمل شرقي تركيا (الدكتور جورج شالّر، أنقرة - تركيا - اتصالات خاصة - 2003) إلا أنه في الواقع استمرت هذه السلالة بالتواجد حتى السبعينات عندما أظهرت بعض الدراسات التي قام بها بول جوسلين بأنه لم يعد هناك من أثار لأي ببر قزويني في إيران وبالتالي استنتج بأنه تمت إبادة جميع الأفراد. ولم يتأكد خبراء السنوريات العالميين من وجود الببر القزويني في تركيا إلا عام 1970 عندما قتل ببر في إقليم هكاري، وبعد ثلاث سنوات قام أحد علماء النبات بزيارة المنطقة حيث رأى وصوّر جلد ذلك الببر ومن ثم قام بنشر القصة».
كما وقام العلماء الأتراك بالتوصل إلى بعض المعلومات حول وجود الببر القزويني أثناء قيامهم بدراسة ميدانية.
"تم إجراء دراسة لتحديد أصناف الثدييات الكبيرة وتوزعها في المنطقة في إطار أعمال برنامج بحوث المؤسسة العالمية للحياة البرية لتحديد التنوع الحيوي في جنوب شرق الأناضول (كان وليز 2004)، وقد تم وضع استمارة ووزعت على 450 مركزا عسكريا كخطوة أولى لجمع معلومات عن الثدييات الكبيرة في جنوب شرق تركيا، واحتوت الاستمارة على أسئلة تتعلق بوجود أصناف الثدييات الكبيرة وألحق بكل من الاستمارات ملصق للمجتمع التركي للحفاظ على البيئة (الذي أصبح الفرع التركي للمؤسسة العالمية للحياة البرية فيما بعد). وقد قام عدد من العسكريون بتعبئة الاستمارات بمساعدة السكان المحليين ومن ثم تمت إعادة 428 استمارة إلى المؤسسة، وقد تضمنت الاستمارات أيضا أسئلة متعلقة بالانتشار التاريخي للببور في المنطقة ومن ثم تم استخدام نتائج هذه البحوث لتحديد المناطق التي سيتم فيها تركيز الدراسة الميدانية.
و أظهرت الاستمارات أن بعض العسكريين سمعوا شائعات عن وجود سنوريات كبيرة في المنطقة، وخلال بعض المقابلات مع القرويين قام فريق الثدييات بتجميع مختلف الشائعات حول وجود تلك الحيوانات كما استمع لأقوال بعض السكان المحليين حول سماعهم زئيرا يصدر من عدة مواقع، وبالإضافة إلى ذلك فقد زعم بوجود تجارة محلية لجلد الببور في المنطقة حيث كان يقتل ثلاث أو خمسة ببور في كل سنة لبيع جلدها للإقطاعيين الأثرياء في العراق وذلك خلال منتصف الثمانينات، وهذا يؤكد قول بعض الباحثين الذين قالوا بأن ما بين ببرا واحدا وثمانية ببور يتم قتلهم سنويا في شرقي البلاد. وبالنظر إلى هذه الأقوال التي تفيد بأن صيد ما يقارب ثمانية ببور سنويا كان أمرا معهودا حتى منتصف الثمانينات، يمكن القول أن الببر الذي قتل في إقليم هكّاري كان صغير السن بحسب ما تظهره أنماط خطوطه. ويرجح بعد هذا إلى أن الببر القزويني استمر بالتواجد في شرقي تركيا حتى أوائل التسعينات ولم يعرف هذا قبلا بسبب قلة الاهتمام بالأمر ولأسباب أمنية متعددة منعت الباحثين من إجراء دراسات في شرقي الأناضول".
يعتقد العلماء بأن هذه المشاهدات والأقوال القصصية لا تثبت قطعا أن الببر القزويني استمر بالتواجد حتى فترة قريبة في تركيا، ولذلك فهم يعتقدون أنهم يجب أن يبحثوا بهذه المسألة بتدقيق أكبر وحددوا عام 2006 كموعد لبدئ هذا البحث إلا أن أحدا لم يقم به.

### مشاهدات عينية
لا تزال التقارير التي تفيد بمشاهدات عينية للببر القزويني تتوافد على الإعلام، وقد ظهر العديد منها من أفغانستان والذي يفيد بضبط علامات خدوش على الأشجار كما وردت بعض التقارير الأخرى من مواقع أخرى مثل تركستان، إلا أن جميع هذه الإدعاءات تفتقر إلى الدليل القاطع لدعمها. كما أقترح البعض بأن الحيوان الذي يشاهده العديد من الناس لعله النمر الفارسي بدلا من الببر، وعلى كل الأحوال فإن فرص بقاء الببر القزويني في أفغانستان تقلصت أو انعدمت بعد اندلاع العديد من الحروب والنزاعات في تلك الدولة.
تعتبر علامات الخدوش والمشاهدات العينية وحتى الهجوم على البشر والحيوانات دلائل غير كافية بنظر الخبراء ما لم تقرن بصور، وبالتالي لا يوجد من الأدلة ما يكفي للقول بأن الببر القزويني ما يزال حيا اليوم، ويبدو بأن هذه المسألة لن تحسم إلا بعد الانتهاء من النظر في التقارير التركية في أواخر العقد الأول من القرن الحادي والعشرين.

## معرض الصور

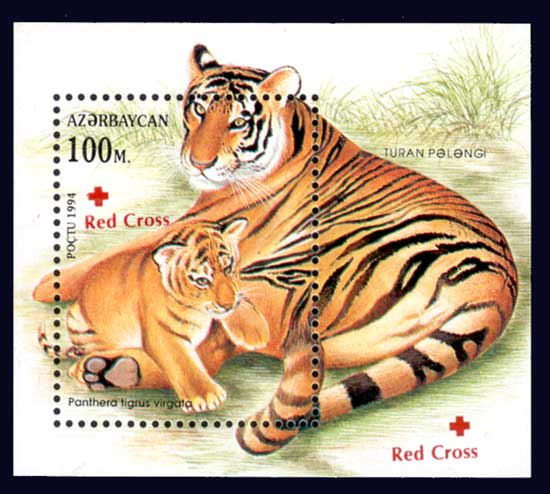
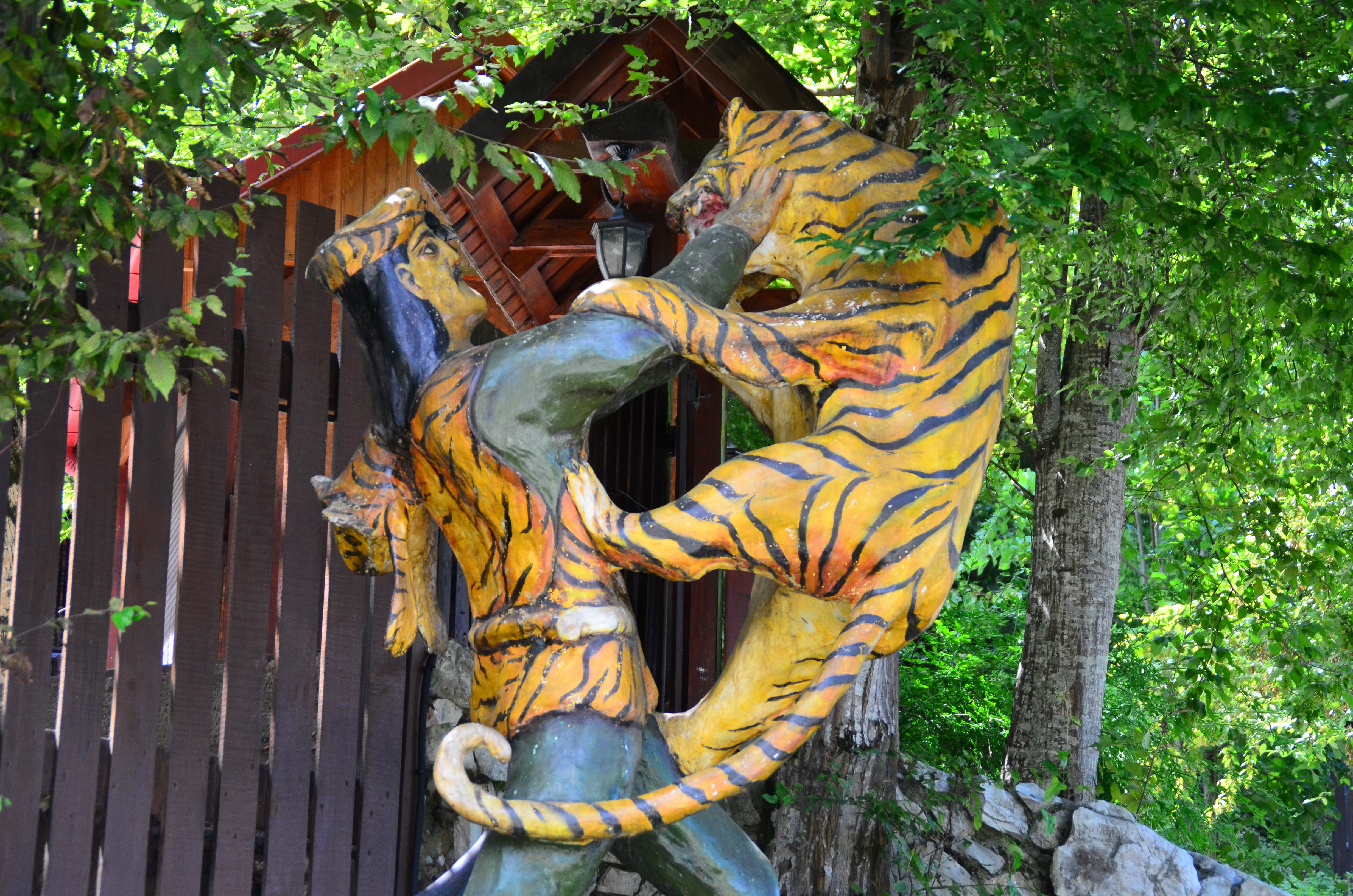
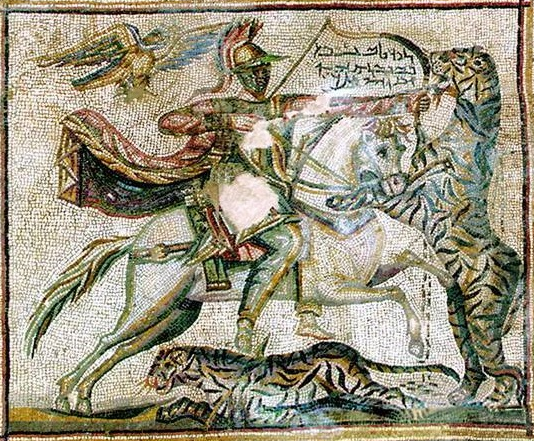
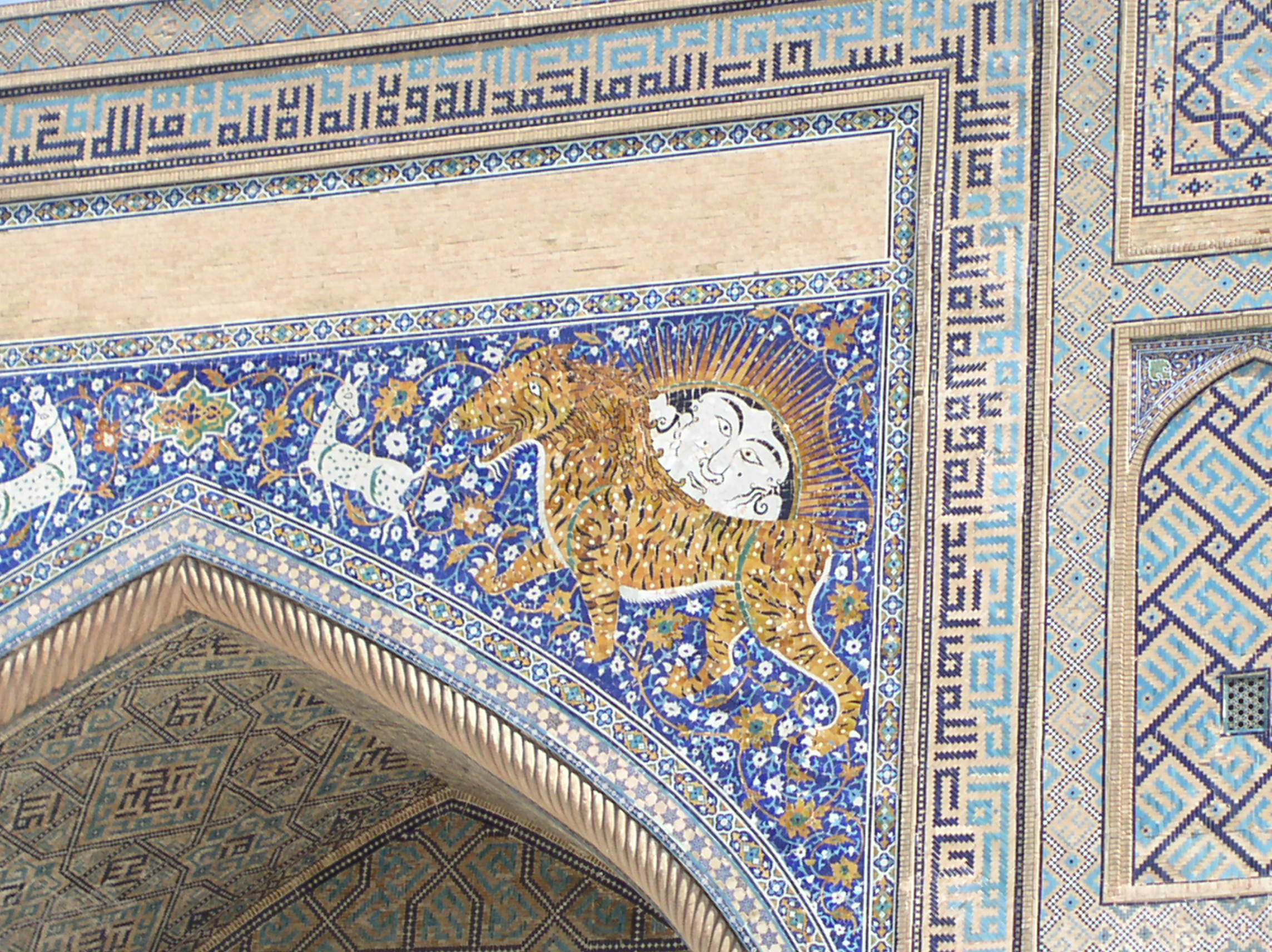

## وصلات خارجية
- إقليم الببر – الببر القزويني
- الببر القزويني من موقع الانقراض
- مؤسسة الببر، معلومات عن الببر القزويني
- الببر القزويني من موقع «منزل الببور»